# Viselia
La lex Viselia o lex Viscelia va ser una llei romana publicada potser l'any 23 en el consolat de Servi Corneli Ceteg i Luci Visel·li Varró.
La llei prohibia als lliberts que no tenien un privilegi conegut com dels "anells d'or" i, per tant, tenien dret llatí, la utilització dels drets que corresponien als ingenus.